# Manuel Schmid (calciatore)
Manuel Schmid (Kitzbühel, 23 agosto 1981) è un ex calciatore austriaco, di ruolo centrocampista.